# 28e groupe de reconnaissance de division d'infanterie
Le 28e groupe de reconnaissance de division d'infanterie (28e GRDI) est une unité de l'armée française créée en 1939 ayant participé à la Seconde Guerre mondiale. 

## Historique
Le 28e groupe de reconnaissance de division d'infanterie est créé en septembre 1939 par le centre mobilisateur de cavalerie no 29 de Bellac. Il est affecté à la 24e division d'infanterie. 
Jusqu'au 24 novembre 1939, le 28e GRDI poursuit son entrainement dans différents cantonnements. Puis, il occupe des avant-postes de la ligne Maginot dans le secteur de la Blies. Il défend ensuite les ponts de la Sarre avant de partir en mars dans les avant-postes du secteur de Baccarat en mars.
Le 5 juin, le groupe se regroupe à proximité de Morienval dans l'Oise et établit des bouchons antichars sur la route Amiens-Paris. L'escadron motorisé est prêté à 4e division d'infanterie coloniale pour faire sauter des ponts. Le groupe combat ensuite le 7 juin à Morienval pour défendre les ponts de la Noye. Puis, du 8 au 10 juin, il défend Tartigny et Breteuil. En se repliant, le 28e GRDI perd son escadron hippomobile entièrement capturé par les Allemands. 
Le reste du GRDI sont mis à la disposition de la 63e division d'infanterie. Avec elle, il combat à Persan-Beaumont le 10-11 juin puis au Bourget le 13 juin. Ensuite, il couvre le repli de la division à Bobigny. Il se replie sur Limoges où il reçoit des éléments des 17e et 93e GRDI et du 9e groupe de reconnaissance de corps d'armée. Il combat encore le 21 juin à Saint-Germain-les-Belles pour défendre les ponts sur la Vienne. 
Le 28e GRDI est dissout le 13 août 1940.

## Ordre de bataille
En mai 1940 :
- Commandant : Lieutenant-Colonel Filleul
- Adjoint : Capitaine Roche
- Escadron Hors Rang : Capitaine de la Tour
- Escadron Hippomobile : Capitaine de Lausun
- Escadron Motorisé : Capitaine Boizette
- Escadron Mitrailleuses et Canons de 25 : Capitaine Kermabon

## Personnalités ayant servi dans l'unité
- Georges-Louis Rebattet (1907-1976), résistant, Compagnon de la Libération.